# 后山镇 (金沙县)
后山镇，是中华人民共和国贵州省毕节市金沙县下辖的一个乡镇级行政单位。
2016年1月29日，贵州省人民政府批复同意撤销后山乡，设置后山镇。撤乡设镇后行政区域和政府驻地不变。

## 行政区划
后山镇下辖以下地区：
贵山村、坎坝村、天灵村、红花村、幸福村、长岭村和翁贡村。